# Perasma
Perasma  este un oraș în Grecia în prefectura Florina.